# Filharmonia Narodowa
Filharmonia Narodowa – polska instytucja kultury, funkcjonująca w gmachu znajdującym się przy ulicy Jasnej 5 w Warszawie, który został wzniesiony w latach 1900–1901 pod kierunkiem Karola Kozłowskiego, a następnie przebudowany w 1955 przez Eugeniusza Szparkowskiego. Dyrektorem naczelnym jest Wojciech Nowak, a funkcję dyrektora artystycznego sprawuje dyrygent Krzysztof Urbański.
Od 1955 w instytucji organizowany jest Międzynarodowy Konkurs Pianistyczny im. Fryderyka Chopina.
W budynku i przy pomocy FN w Warszawie odbywa się festiwal Warszawska Jesień.

## Historia

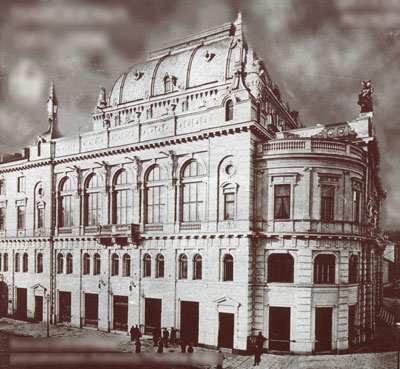
Filharmonia Warszawska, 1901

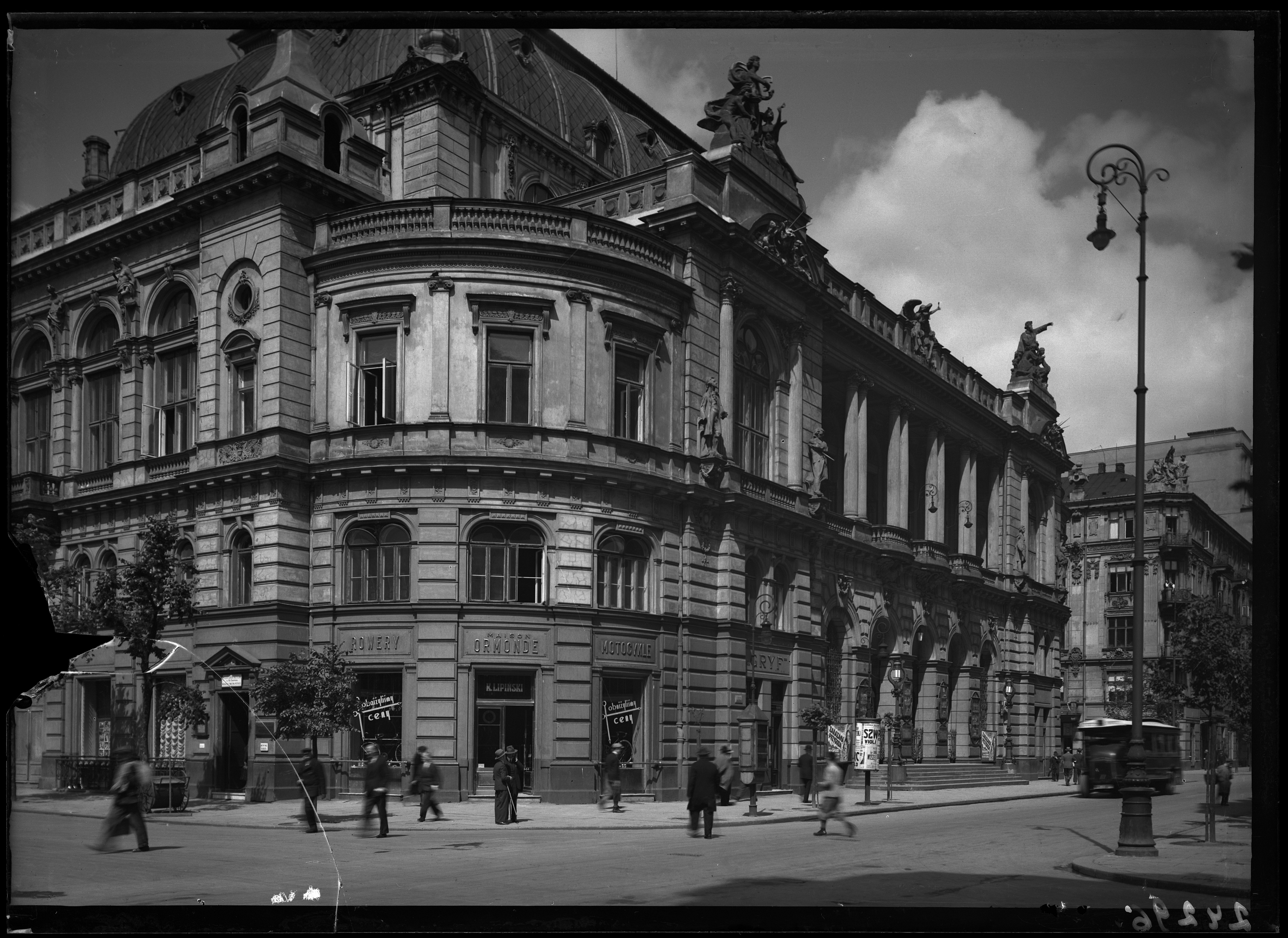
Filharmonia Warszawska, lata 30. XX w.

Pierwszy gmach Filharmonii Warszawskiej zaprojektował Karol Kozłowski. Został wzniesiony w latach 1900–1901 w kwartale ulic Jasnej, Moniuszki i Nowosiennej (Sienkiewicza). Uroczysta inauguracja odbyła się 5 listopada 1901, orkiestrą dyrygował dyrektor muzyczny i I dyrygent Filharmonii, Emil Młynarski. Jako solista wystąpił Ignacy Jan Paderewski (grał własny Koncert fortepianowy z towarzyszeniem orkiestry, oraz szereg utworów Fryderyka Chopina). Śpiewak Wiktor Grąbczewski (bas) wykonał partię solową w kantacie Władysława Żeleńskiego.
Budynek z lat 1901–1945 wzorowany był na europejskich filharmoniach i operach XIX wieku, przede wszystkim na Operze Paryskiej. Otrzymał bardzo bogaty wystrój eklektyczny, z wpływami neorenesansu i neobaroku europejskiego w nowoczesnej na owe czasy interpretacji. Został wzniesiony na działce o wymiarach ok. 58 × 44 metry i posiadał trzy elewacje. Główne wejście pierwotnie znajdowało się od strony ul. Jasnej. Rzeźby na fasadzie wykonali Stanisław R. Lewandowski i Władysław Mazur.
Fundatorami Filharmonii Warszawskiej byli m.in. bankier Leopold Julian Kronenberg i pianista Ignacy Jan Paderewski.
Wśród rzeźb zdobiących fasadę pierwotnego budynku Filharmonii znalazły się postacie Wolfganga Amadeusza Mozarta, Ludwiga van Beethovena, Fryderyka Chopina i Stanisława Moniuszki. Główna sala koncertowa miała powierzchnię 730 m² i mogła pomieścić ok. 2000 osób. Plafon w sali koncertowej wykonał Henryk Siemiradzki.
Napaść Niemców na Polskę i związana z tym II wojna światowa przerwała działalność Filharmonii. Gmach został spalony w czasie obrony Warszawy we wrześniu 1939. W trakcie walk powstania warszawskiego w 1944 uległ zbombardowaniu i dalszemu znacznemu zniszczeniu.

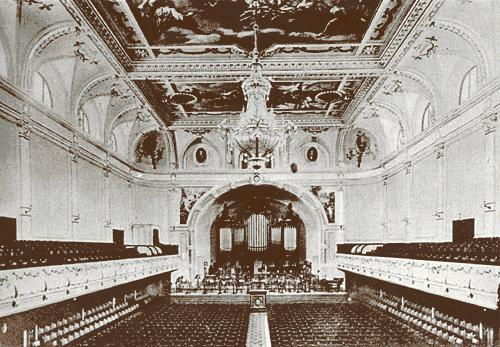
Wnętrze sali koncertowej Filharmonii Warszawskiej, około 1901 roku

Zarządzeniem Ministra Kultury i Sztuki z 25 października 1949 utworzono przedsiębiorstwo państwowe pod nazwą „Filharmonia Narodowa w Warszawie”.
Nowy, odbudowany budynek koncertowy został otwarty 21 lutego 1955, w dniu inauguracji V Międzynarodowego Konkursu Pianistycznego im. Fryderyka Chopina. Tego samego dnia, z okazji inauguracji sezonu w nowej własnej siedzibie, Filharmonii Warszawskiej nadano nazwą Filharmonii Narodowej. Budynek FN w Warszawie, odbudowany według projektu Eugeniusza Szparkowskiego i Henryka Białobrzeskiego, utracił swój pierwotny bogato zdobiony wystrój, został zastąpiony stylistyką architektury socrealizmu. Dla poprawy komunikacji wewnętrznej główne wejście do budynku przeniesiono na stronę ul. Sienkiewicza.
W budynku i przy pomocy FN w Warszawie odbywa się festiwal Warszawska Jesień.
Sala koncertowa Filharmonii Narodowej w Warszawie ma 1072 miejsca. Sala kameralna dysponuje 378 miejscami.

## Orkiestra Filharmonii Narodowej

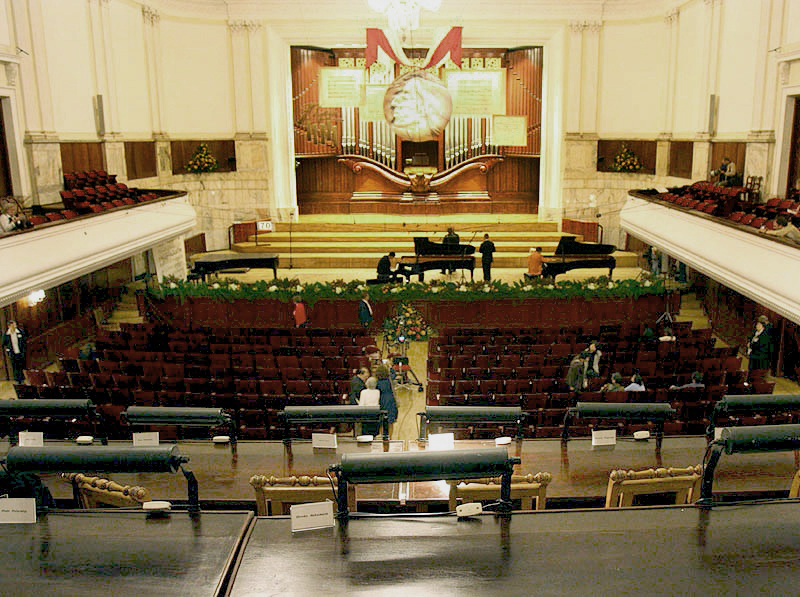
Wnętrze sali koncertowej podczas Konkursu Chopinowskiego w 2005

Pierwszy koncert w wykonaniu Filharmoników Warszawskich odbył się 5 listopada 1901 w nowo wybudowanym gmachu.
Orkiestra koncertowała z wieloma najsłynniejszymi artystami tamtej doby. Dyrygowali nią m.in. Edvard Grieg, Siergiej Prokofjew, Siergiej Rachmaninow, Maurice Ravel, Camille Saint-Saëns, Richard Strauss i Igor Strawinski.

### Soliści
Na estradzie Filharmonii Narodowej w Warszawie wystąpili także soliści tej miary, co Martha Argerich, Kathleen Battle, Teresa Berganza, Rafał Blechacz, Nelson Freire, Nigel Kennedy, Evgeny Kissin, Midori Gotō, Arturo Benedetti Michelangeli, Shlomo Mintz, Anne-Sophie Mutter, Garrick Ohlsson, Dawid Ojstrach, Murray Perahia, Jean-Pierre Rampal, Swiatosław Richter, Mstisław Rostropowicz, Henryk Szeryng, Emmanuel Pahud, Ingolf Wunder i Krystian Zimerman.

## Chór Filharmonii Narodowej
Zespół rozpoczął profesjonalną działalność artystyczną w 1953 roku pod kierunkiem Zbigniewa Soi. Kolejnymi kierownikami byli: Roman Kuklewicz (1955-71), Józef Bok (1971-74), Antoni Szaliński (1974-78), Henryk Wojnarowski (1978-2016). W styczniu 2017 roku kierownictwo objął Bartosz Michałowski.
Chór Filharmonii Narodowej koncertował w Austrii, Belgii, Danii, Finlandii, Grecji, Hiszpanii, Islandii, Izraelu, Niemczech, Rosji, Szwajcarii, Turcji, na Litwie, Łotwie, we Francji i Włoszech, w Wielkiej Brytanii. Zapraszany jest na wspólne koncerty przez orkiestry Berliner Philharmoniker, Muncher Philharmoniker, Rundfunk-Sinfonieorchester Berlin, RIAS Symphonie-Orchester Berlin, Bamberger Symphoniker, orkiestry symfoniczne w Tel Awiwie i Jerozolimie, Orchestra dell’Accademia Nazionale di Santa Cecilia, Orchestre Symphonique de la Monnaie, Orchestra Sinfonica Siciliana, Orchestra del Teatro alla Scala.

### Repertuar
Repertuar Chóru FN obejmuje ponad 400 dzieł oratoryjnych i utworów a cappella różnych epok – od średniowiecza do współczesności. Szczególne miejsce zajmuje w nim muzyka polska, a zwłaszcza twórczość Krzysztofa Pendereckiego.

### Nagrody
2020 – Fryderyk za nagranie opery Hagith (wraz z Polską Orkiestrą Radiową pod dyrekcją Michała Klauzy).
2018 – Fryderyk za album z Litanią do Maryi Panny, Stabat Materi III Symfonią „Pieśń o nocy” (wraz z Orkiestrą Filharmonii Narodowej pod batutą Jacka Kaspszyka).
2017 – Grammy w kategorii Best Choral Performance za płytę z cyklu Penderecki conducts Penderecki (Dies illa, Psalmy Dawida i Hymny do św. Daniiła i Wojciecha).
2011 – Fryderyk za pochodzące z 1989 roku nagranie Requiem. Missa pro defunctis Romana Maciejewskiego.
2010 – „Złoty Orfeusz” francuskiej Academie du Disque Lyrique w kategorii „Najlepsza inicjatywa fonograficzna”, za jaką uznano promocję twórczości Stanisława Moniuszki.
2009 – Fryderyk w kategorii Album Roku – Muzyka Chóralna i Oratoryjna za płytę roku z mszami Stanisława Moniuszki (DUX).
2005 – Record Academy Award (przyznawana przez japoński magazyn „Record Geijutsu”).

## Wykonawcy gościnni
Przed I wojną światową i w okresie międzywojennym XX w. Filharmonia Warszawska stała się głównym ośrodkiem życia muzycznego w zaborze rosyjskim, a potem w Polsce oraz jedną z najbardziej liczących się instytucji muzycznych w Europie. Wystąpili tutaj niemal wszyscy słynni dyrygenci i soliści tamtych czasów, m.in.: Claudio Arrau, Edvard Grieg, Arthur Honegger, Vladimir Horowitz, Bronisław Huberman, Wilhelm Kempff, Otto Klemperer, Siergiej Prokofjew, Siergiej Rachmaninow, Maurice Ravel, Artur Rodziński, Artur Rubinstein, Pablo Sarasate, Richard Strauss.

### Orkiestry
W sali Filharmonii Narodowej w Warszawie gościnnie występowały najsłynniejsze orkiestry z całego świata, m.in.:
- Academy of St. Martin in the Fields (dyrygent: Neville Marriner)
- Academy of Ancient Music (Christopher Hogwood)
- BBC Symphony Orchestra (Pierre Boulez)
- Berliner Philharmoniker (Daniel Barenboim, Simon Rattle)
- Chicagowska Orkiestra Symfoniczna (Riccardo Muti)
- City of Birmingham Symphony Orchestra (Simon Rattle)
- Cleveland Orchestra (George Szell, Christoph von Dohnányi)
- Gewandhausorchester Leipzig (Kurt Masur)
- Los Angeles Philharmonic Orchestra (Zubin Mehta)
- Münchener Philharmoniker (Sergiu Celibidache)
- Sankt-Petersburska Akademicka Filharmonia (Jewgienij Mrawinski)
- Filharmonia Nowojorska (Leonard Bernstein, Lorin Maazel)
- Orkiestra Filadelfijska (Eugene Ormandy)
- Kammerakademie Potsdam (Trevor Pinnock)

## Organy
W 2001 w sali koncertowej stanęły nowe organy, wybudowane przez berlińską firmę organmistrzowską Karl Schuke, Berliner Orgelbau Werkstatt. Instrument muzyczny posiada 3 manuały z pedałem i 71 głosów. Wyposażony jest w mechaniczną trakturę gry i elektryczną trakturę rejestrów.

## Inne informacje
Na bocznej ścianie gmachu Filharmonii znajduje się tablica upamiętniająca Emila Młynarskiego.